# Stephanopodium
Stephanopodium es un género  de plantas con flores perteneciente a la familia Dichapetalaceae.  Comprende 15 especies descritas y de estas, solo 10 aceptadas.

## Descripción
Son árboles; plantas polígamo dioicas. Estípulas pequeñas, caducas. Inflorescencias sésiles, fasciculadas, adnados al pecíolo, flores actinomorfas, brácteas pequeñas, receptáculo campanulado a cílindrico; sépalos subiguales o desiguales; pétalos connados en un tubo, lóbulos alternando con los sépalos, iguales, enteros o levemente lobulados en el ápice; estambres 5, iguales, todos fértiles en las flores masculinas y perfectas, sésiles, anteras ampliamente oblongas, introrsas; disco formado por 5 glándulas hipóginas y opuestas a los pétalos, glándulas enteras, libres o connadas; ovario globoso, 3-locular, con 2 óvulos en cada lóculo, estilos connados, pistilo rudimentario presente en las flores masculinas. Drupa seca, indehiscente, epicarpo pubescente, 1–3-locular.

## Distribución
Un género con 10 especies, distribuidas desde Nicaragua a Brasil y Bolivia. 

## Taxonomía
El género fue descrito por Eduard Friedrich Poeppig  y publicado en Nova Genera ac Species Plantarum 3: 40, t. 246. 1845[1843]. La especie tipo es: Stephanopodium peruvianum Poepp.

## Especies aceptadas
A continuación se brinda un listado de las especies del género Stephanopodium aceptadas hasta mayo de 2013, ordenadas alfabéticamente. Para cada una se indica el nombre binomial seguido del autor, abreviado según las convenciones y usos.
- Stephanopodium angulatum (Little) Prance
- Stephanopodium blanchetianum Baill.
- Stephanopodium costaricense Prance
- Stephanopodium cuspidatum Prance
- Stephanopodium estrellense Baill.
- Stephanopodium gentryi Prance
- Stephanopodium longipedicellatum Prance
- Stephanopodium organense (Rizzini) Prance
- Stephanopodium peruvianum Poepp.
- Stephanopodium venezuelanum Prance